# Onibaba
Pour plus de détails, voir Fiche technique et Distribution.
Onibaba (鬼婆) est un film japonais réalisé par Kaneto Shindō, sorti en 1964. 

## Synopsis
À l'époque des cours du Nord et du Sud, guerre, meurtres et famines se succèdent. Alors que les hommes ont été pris par la guerre qui fait rage, deux femmes, belle-mère et belle-fille, survivent dans une petite hutte, dans une plaine recouverte de haute herbes. Elles survivent difficilement en traquant les samouraïs blessés pour les achever et vendre leurs effets au marché noir, dirigé par un vieil homme lubrique du nom d'Ushi. Expertes dans ce jeu de massacre elles jettent les dépouilles de leurs victimes dans un trou dont les toutes premières images du film nous disent qu'il est « profond et noir » (fukaku kurai ana), véritable bouche de l'enfer cachée par les hautes herbes.
Vivant dans l'attente du retour de leur fils et mari, les femmes perdent tout espoir lorsque Hashi, un voisin, revient des batailles et annonce que celui-ci est tombé au combat. L'homme va faire des avances de plus en plus pressantes à la jeune femme qui, contre les avertissements de sa belle-mère, finit par lui céder. Chaque nuit, quand la vieille dort, la bru court à corps perdu dans les herbes retrouver son amant: sa course effrénée dans les hautes herbes exprime un désir de plus en plus puissant. La vieille, outrée que son fils puisse être si facilement oublié, jalouse du désir de l'homme, craignant aussi de perdre une aide sans laquelle elle ne pourrait survivre, va tout tenter pour séparer les amants, jusqu'à se transformer en véritable démon, comme le dit le titre du film : La vieille baba démon oni.
Pour convaincre sa bru de ne plus voir l'homme, elle, pourtant si peu loquace (le réalisateur est aussi l'auteur de l'Île nue, film qui avait surpris la critique et a marqué l'histoire du cinéma par son absence totale de dialogues), élabore un discours sur les enfers et les tourments infligés à ceux qui se laissent posséder par leurs passions, et tout particulièrement par la passion amoureuse. La réponse que tentent les amants, et le réalisateur semble-t-il, est au contraire une exaltation du désir et de ses plaisirs.
Un soir, apparaît soudain un démon Oni, en réalité un samurai de haut rang ayant perdu tous ses hommes à la guerre et portant un masque de Nô pour dissimuler son visage, le masque de Hannya, que l'on associe généralement à un esprit féminin jaloux ou courroucé. Pour la vieille femme, qui ne s'en laisse pas conter, il s'agit d'une sorte de monstre kaibutsu (n'a-t-il pas des centaines de morts sur la conscience ?) qu'il s'agit de maîtriser. Elle s'arrange pour le faire tomber dans le fameux trou, dans lequel elle descend ensuite avec une corde, pour fouiller le cadavre au milieu de nombreux ossements humains. Elle lui enlève, avec de grandes difficultés, son masque : le visage est hideux (vérole ?, lèpre ?). Elle s'empare de ses vêtements, qu'elle va revendre comme d'habitude, mais l'on comprend qu'elle garde le masque pour effrayer sa bru.
Suivent en effet trois apparitions du démon à chaque fois que la jeune fille essaie de rejoindre son amant. Le spectateur comprend qu'il s'agit de la belle-mère déguisée à la couleur des cheveux (elle a une mèche blanche). Lors de la troisième apparition, la fille est sauvée par l'homme, venu à sa rencontre dans l'orage. « Il n'y a ni dieux ni bouddha en ce monde » affirme-t-il, seule la réalité du désir et de son assouvissement.
Quand la jeune fille rentre dans sa hutte, elle trouve le démon prostré dans un coin. Celui-ci se tord de douleur et de remords, et lui avoue tout en lui demandant pardon. Est-ce l'effet de la pluie qui a fait rétrécir le masque ou un sort jeté par le guerrier mort ? La vieille femme ne peut plus le retirer. Elle demande à sa belle fille de l'aider, en lui promettant à genoux de l'écouter en tout et de l'autoriser à aimer désormais. La scène rappelle les plus beaux moments des pièces de démons au nô, lorsque celui-ci avoue à l'exorciste les raisons de sa transformation en un être vil. Pourtant la jeune fille n'est pas un exorciste. Parallèlement, de l'autre côté de la plaine d'herbes, l'amant est tué par un samurai affamé, juste retour des choses. 
Mais même avec l'aide le sa bru, et l'aveu de ses fautes, le masque de la jalousie reste inamovible. Au contraire, toute tentative de l'enlever crée une grande douleur (itai, itai) . La bru se réjouit du châtiment subi par celle qui l'a effrayée, et empoigne un marteau pour casser le masque. Du sang coule. Elle parvient finalement à le retirer. Le visage est horrible, sanguinolent, plus marqué encore que celui du samurai. La jeune fille s'enfuit, épouvantée, la vieille la poursuit sans bien comprendre ni bien voir, et finit par tomber dans le fameux trou promis à tout être humain. Dernière image, la vieille défigurée qui tombe dans le trou en criant « Je ne suis pas un démon, je suis un être humain, je suis un être humain ».

## Inspiration
Le film reprend la figure du démon, très utilisée dans les paraboles bouddhiques médiévales pour expliquer l'enfer auquel mènent les passions non maîtrisées. Il s'inspire également de nombreuses histoires du folklore japonais ayant pour motif le « masque qui colle à la chair », niku dzuki no men (肉付きの面).
Comme de nombreuses œuvres de l'époque (Le château de l'araignée de Kurosawa par exemple), le film s'inspire de la dramaturgie du nô, ce qui lui permet de créer une tension forte avec peu de moyens.

## Fiche technique
- Titre original : Onibaba
- Titre en français : Onibaba, les tueuses
- Réalisation : Kaneto Shindō
- Scénario : Kaneto Shindō
- Production : Hisao Itoya et Tamotsu Minato
- Musique : Hikaru Hayashi
- Photographie : Kiyomi Kuroda
- Montage : Kazuo Enomoto
- Sociétés de production : Kindai Eiga Kyokai, Tōkyō Eiga Haikyū
- Société de distribution : Tōhō
- Pays de production :  Japon
- Langue originale : japonais
- Format : noir et blanc - 2,35:1 - son mono - 35 mm
- Genres : drame, horreur
- Durée : 103 minutes
- Dates de sortie :
  - Japon : 21 novembre 1964[2]
  - France : 26 janvier 1966[3]
- Film interdit aux moins de 12 ans lors de sa sortie en France[3]

## Distribution
- Nobuko Otowa : la femme
- Jitsuko Yoshimura : la jeune femme
- Fudeko Tanaka : la vieille femme
- Kei Satō : Hashi
- Jukichi Uno : un samouraï
- Taiji Tonoyama : Ushi
- Someshō Matsumoto
- Kentarō Kaji
- Hosui Araya

## Autour du film
- Onibaba est considérée comme l'œuvre maîtresse de Kaneto Shindō, et un chef-d'œuvre du film d'horreur japonais, J-Horror[4].
- Le masque de démon utilisé dans le film a inspiré William Friedkin pour son démon qu'on peut apercevoir "subliminalement" dans L'Exorciste (1973).

## Distinctions
- Prix de la meilleure photographie pour Kiyomi Kuroda et du meilleur second rôle féminin pour Jitsuko Yoshimura lors des Blue Ribbon Awards 1965[5].